# Charity Cup
La Charity Cup es una competición de fútbol que se disputa anualmente en Nueva Zelanda e involucra al campeón de la liga nacional y al campeón de la Copa Chatham.
La competición fue fundada en 1978 como el NZFA Challenge Trophy y constaba de un encuentro entre el campeón de la Liga Nacional y de la Copa Chatham de la temporada pasada. Con ese formato, la copa perduró hasta 1987. En 2011, la Asociación de Fútbol de Nueva Zelanda revivió el campeonato. Tras la reestructuración del fútbol en Nueva Zelanda en 2021, la Charity Cup volverá a ser disputada por el ganador de la Chatham Cup y el ganador de la Liga Nacional, a partir de la temporada 2024.
El Auckland City es el equipo que más títulos ha ganado, con cinco en su haber cada uno, además de ser el que más ediciones disputó. Lo sigue el University-Mount Wellington con tres trofeos y por detrás el Wellington United, el Manurewa AFC y el Team Wellington, que se proclamaron campeones en dos ocasiones cada uno.

## Palmarés

### NZFA Challenge Trophy
| Temporada | Campeón                     | Resultado      | Subcampeón                  |
| --------- | --------------------------- | -------------- | --------------------------- |
| 1978      | Manurewa AFC                | 2 - 0          | Christchurch United         |
| 1980      | University-Mount Wellington | 3 - 1          | North Shore United          |
| 1981      | University-Mount Wellington | 2 - 0          | Gisborne City               |
| 1982      | Wellington United           | 1 - 1 (5-4 p.) | Dunedin City                |
| 1983      | University-Mount Wellington | 1 - 0          | North Shore United          |
| 1984      | Manurewa AFC                | 2 - 1          | University-Mount Wellington |
| 1985      | Gisborne City               | 1 - 0          | Manurewa AFC                |
| 1986      | Wellington United           | 2 - 0          | Napier City Rovers          |
| 1987      | North Shore United          | 3 - 0          | University-Mount Wellington |

### Charity Cup
| Temporada | Campeón          | Resultado      | Subcampeón       |
| --------- | ---------------- | -------------- | ---------------- |
| 2011      | Auckland City    | 3 - 2          | Waitakere United |
| 2012      | Waitakere United | 2 - 1          | Auckland City    |
| 2013      | Auckland City    | 4 - 1          | Waitakere United |
| 2014      | Team Wellington  | 2 - 2 (4-3 p.) | Auckland City    |
| 2015      | Auckland City    | 3 - 0          | Team Wellington  |
| 2016      | Auckland City    | 3 - 1          | Team Wellington  |
| 2017      | Team Wellington  | 3 - 1          | Auckland City    |
| 2018      | Auckland City    | 4 - 3          | Team Wellington  |
| 2019      | Auckland City    | 2 - 0          | Eastern Suburbs  |
| 2020      | Auckland City    | 3 - 1          | Team Wellington  |